# Tikopia

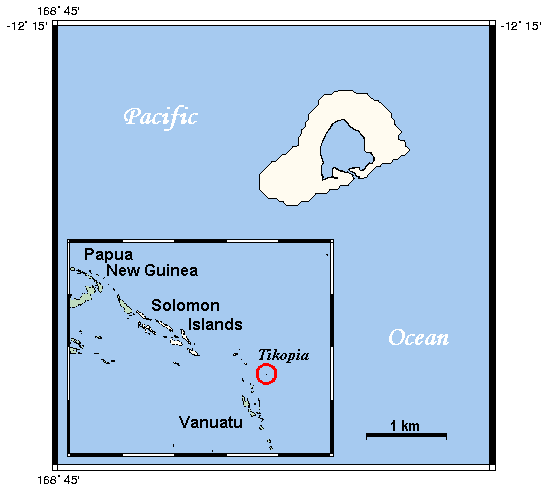
Mapa de Tikopia.

Tikopia é uma ilha no sudeste das Ilhas Santa Cruz, localizada na província de Temotu, nas Ilhas Salomão. Tikopia tem apenas 5 km². A ilha tem um vulcão extinto que é o ponto mais elevado da ilha, o Monte Reani, que tem 380 metros de altitude. A população de Tikopia é de aproximadamente 1200 habitantes.
Historicamente a minúscula ilha foi habitada por uma população de alta densidade demográfica, até 1000 ou mais. A política rígida preveniu aumento adicional. Ao contrário das Ilhas Salomão, os habitantes são Polinésios, e o idioma deles é o Tikopiano, um membro da organização Samoica das linguagens polinésias. Tikopianos praticam um sistema de permacultura intensiva, semelhante no princípio de jardinagem arbórica e os jardins dos altiplanos da Nova Guiné. As práticas agrícolas deles são fortemente e conscientemente amarradas à densidade da população. Por exemplo, ao redor 1600 CE, as pessoas concordaram em matar todos os porcos da ilha, e substituir sua fonte primária de proteína pela pesca, porque os porcos estavam comendo muita comida que poderia ser alimento humano. Ao contrário da sociedade da ilha, a província de Temotu rapidamente se Ocidentalizou. A sociedade de Tikopia é pouco mudada desde tempos antigos. As pessoas da ilha se orgulham de suas alfândegas, e se veem como rapidamente seguras às suas tradições polinésias, enquanto eles considerarem os Melanésianos, ao redor deles, como tendo perdido muito da sua cultura. Quatro chefes reinam sobre as ilhas de Tikopia e Anuta, enquanto ainda há tribunal nas cabanas deles. Os tikopianos têm uma cultura altamente desenvolvida com uma forte influência polinésia, possuindo uma estrutura social complexa. A influência da cultura polinésia não é tão distante da memória local: não faz tanto tempo desde que o infanticídio difundido era tão natural e tão necessário quanto compartilhar comida e aprender a dançar. Estes métodos de controle de natalidade, resultavam em zero no crescimento da população e uma economia sustentável. A sociedade tikopiana pré-contato foi descrita como idílica e até mesmo de utópica. Sua sociedade era fortemente comunal: o mar estava cheio de peixe, a terra cultiva comida excelente, e as pessoas se apoiavam uns aos outros. Um antropólogo da Nova Zelândia, Raymond Firth que se manteve em Tikopia em 1928 e 1929 forneceu uma descrição detalhada da vida social de Tikopia naquele momento. Ele narra como a sociedade foi dividida geograficamente em duas zonas e era organizados em quatro clãs, encabeçados por chefes de clã. No centro de vida social estava o te paito - a casa ancestral. Os antepassados masculinos foram enterrados dentro da própria casa. As relações com o agrupamento familiar materno  também eram muito importantes. As relações entre o irmão de uma mãe e o seu sobrinho tinham uma dimensão sagrada: o tio vigiava a passagem do sobrinho dele pela vida, em particular, oficiando às cerimônias de homens encapuzados. Ligações econômicas e rituais complicadas entre casas de paito e deferência para os chefes dentro da organização do clã eram dimensões fundamentais da vida na ilha.
Firth especula sobre o controle da população de modo que pode ter sido alcançado inclusive por celibato, guerra (incluindo expulsão), o infanticídio e viagens marítimas (em que muitos jovens perdiam a vida). Atualmente, muitos dos homens jovens deixam a ilha, indo para as Ilhas Russell ou a capital nacional, Honiara, à procura de trabalho. Como resultado deste fluxo de homens, o controle da população é menos necessário. Houve devastação entre a vegetação e as de habitações em Tikopia pelo Ciclone Zoe seguida por vários deslizamentos em dezembro de 2002. Surpreendentemente, apesar do dano extenso, não foi informada nenhuma morte, como os insulares seguiram as tradições deles se abrigaram nas cavernas mais altas. O banco estreito que separou a laguna de água doce do mar foi quebrado pela tempestade, o que resultou na contaminação da laguna e na ameaça de morte das palmas de sagu das quais os insulares dependem para sua sobrevivência. Um esforço internacional notável por "amigos da ilha", inclusive muitas tripulações de iates que tinham tido contato com Tikopia durante as décadas, culminou na construção da represa de Gabion para estancar a brecha.